# Neftekamsk
Neftekamsk (//ⓘ en ruso: Нефтека́мск) es una ciudad ubicada en el noroeste de la república de Baskortostán, a la orilla del río Kama, uno de los principales afluentes del Volga. Se encuentra a unos 200 km de Ufá, la capital de la república. Es un importante centro industrial y cultural. Su población en el año 2010 era de 121 000 habitantes.

## Etimología

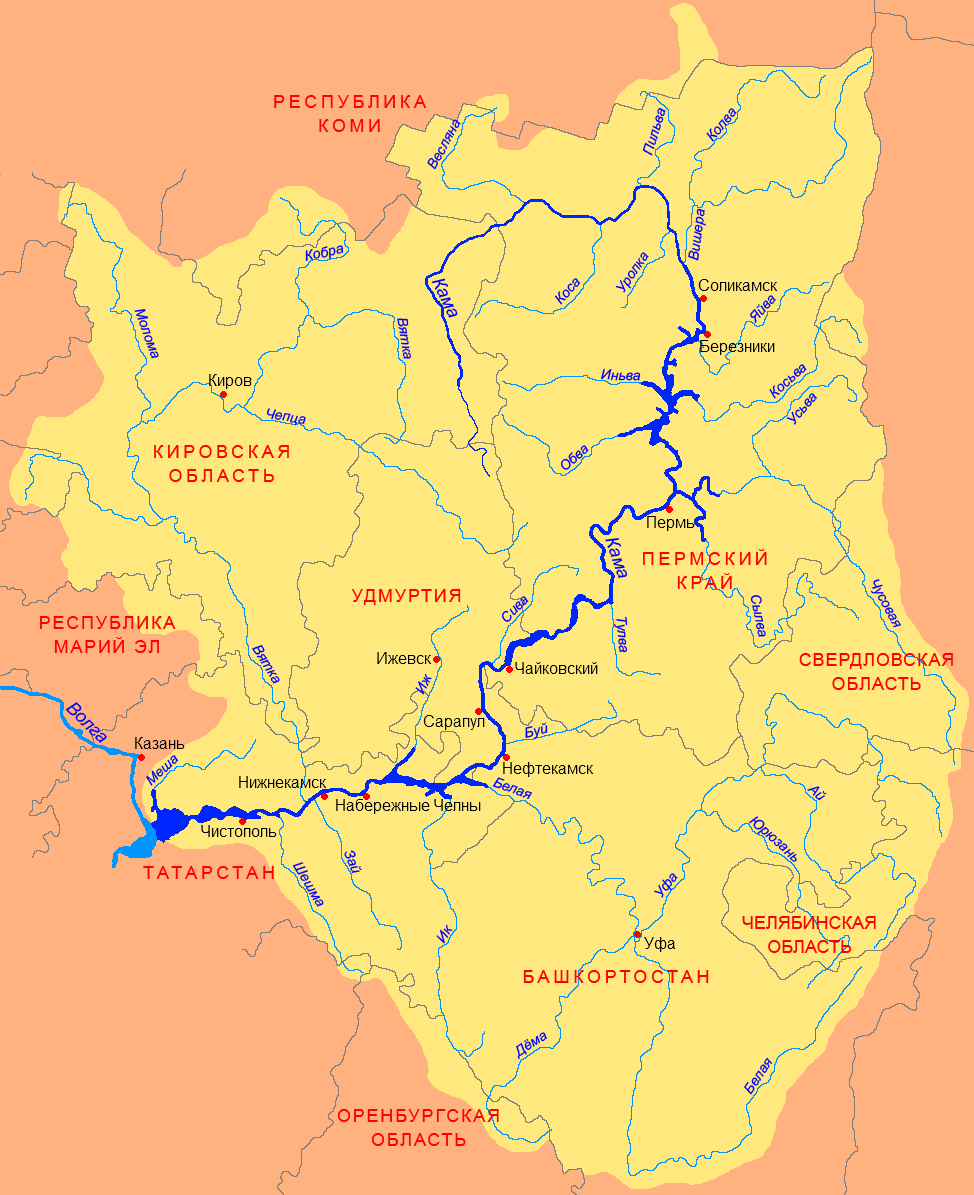
Mapa en ruso del río Kama en el que aparece a la orilla izquierda de su curso medio-bajo Neftekamsk (Нефтека́мск)

Su nombre proviene de neft, la palabra rusa para petróleo, y del río Kama, es decir, Petróleo encontrado en el río Kama.

## Historia
La ciudad fue fundada en 1957 después del descubrimiento de petróleo en la zona, y obtuvo el estatus de ciudad en 1963.

## Galería

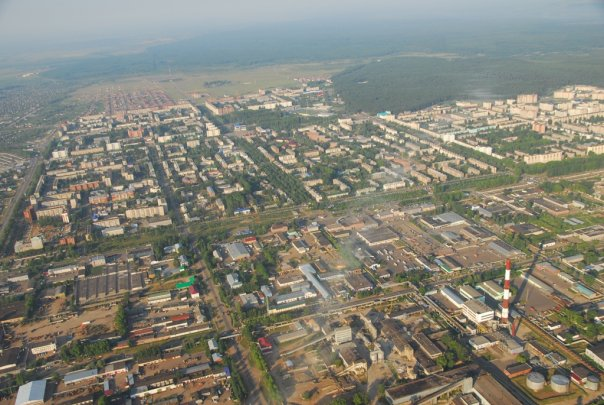
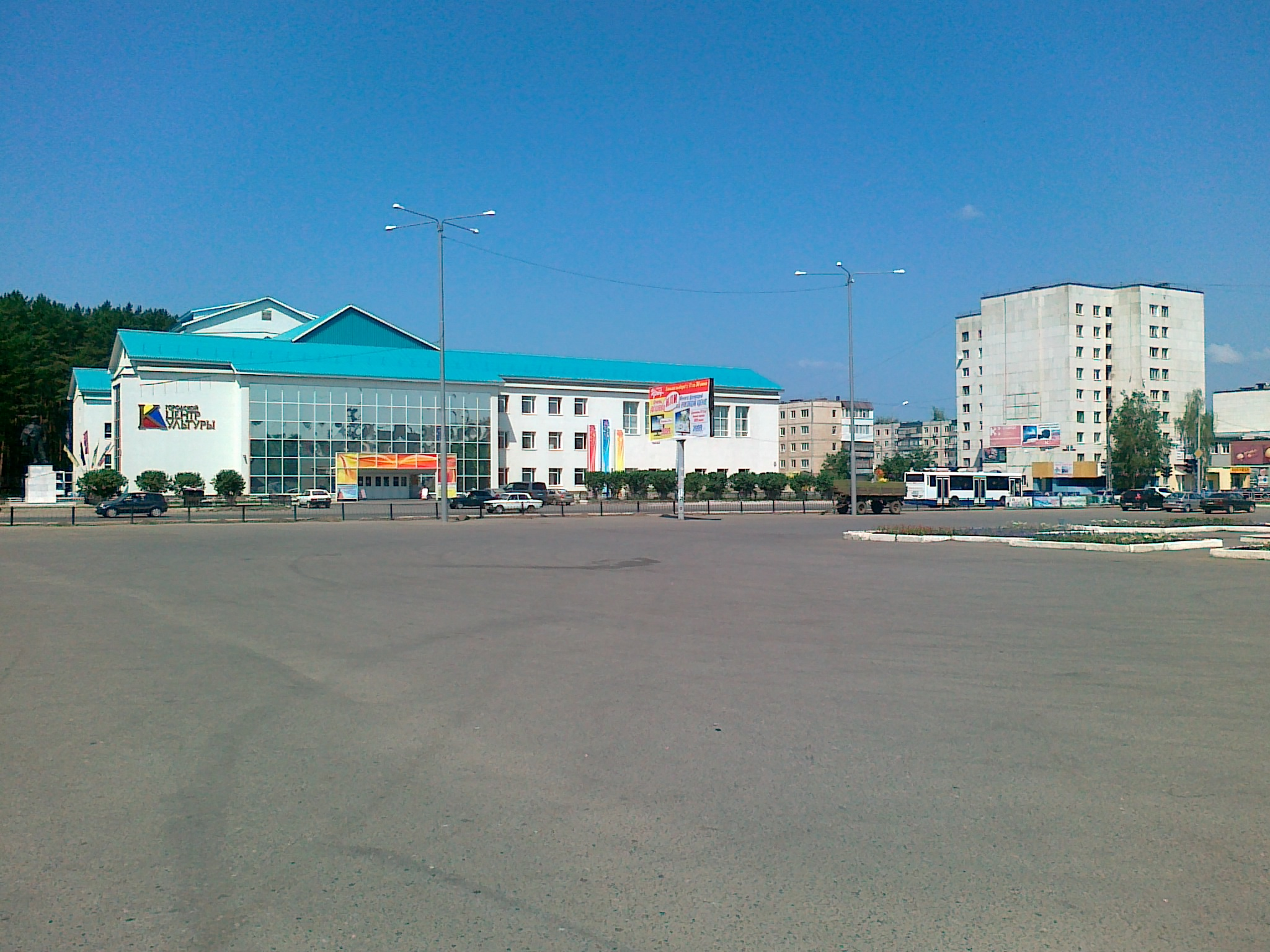
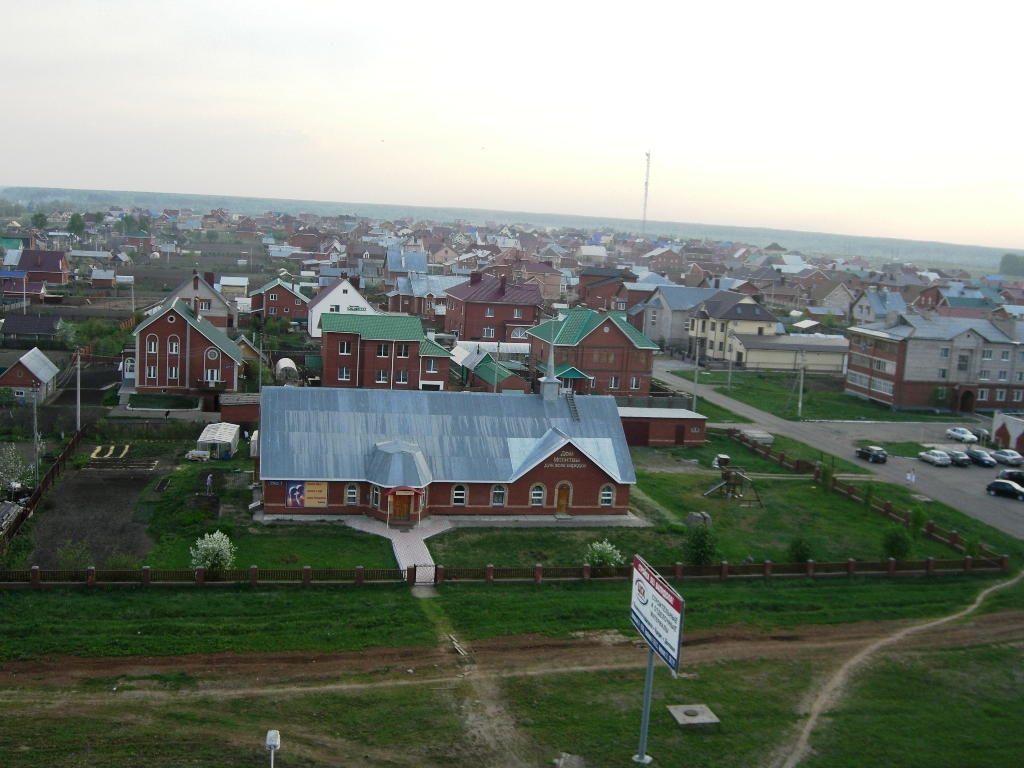